# Associação Internacional de Gays e Lésbicas
A Associação Internacional de Gays e Lésbicas, em inglês International Lesbian and Gay Association (ILGA) é uma federação mundial que congrega grupos locais e nacionais dedicados à promoção e defesa da igualdade de direitos das pessoas lésbicas, gays, bissexuais, trans e intersexo (LGBTI) em todo o mundo.
Apesar do nome, a Associação ILGA Portugal não tem nenhuma relação formal de dependência ou representação especial em Portugal da International Lesbian and Gay Association sendo um membro em igualdade de circunstâncias com as outras associações de Portugal indicadas.

## História
Fundada em 1978, a ILGA reúne entre seus membros mais de 400 organizações, representando, assim, cerca de 90 países, oriundos de todos os continentes. De pequenas coletividades a grupos nacionais, a ILGA chega a reunir, entre seus membros, até mesmo cidades inteiras.
Actualmente, a ILGA é a única federação internacional a reunir ONGs e entidades sem fins lucrativos que concentra a sua actuação, em nível global, na luta pelo fim da discriminação por orientação sexual, identidade de género, expressão de género e características sexuais.
Desde dezembro de 2006  que a ILGA tem estatuto consultivo ECOSOC.

### Controvérsia com as Nações Unidas
Em julho de 1993, o Conselho Econômico e Social das Nações Unidas (CESNU) outorgou um status consultivo à ILGA. No outono, a Missão Permanente dos Estados Unidos junto à ONU soube que a North American Man/Boy Love Association (NAMBLA) era membro da ILGA. Em 16 de outubro, a Missão dos Estados Unidos enviou uma carta à ILGA na qual indicava que os Estados Unidos solicitariam a sua expulsão do CESNU se ela não se dissocisse de NAMBLA e outras organizações membros, como Project Truth e a neerlandesa Martijn, cujos objetivos, na opinião do Governo dos Estados Unidos, não estavam em consonância com as atividades da ONU pelos direitos humanos. As relações da ILGA com NAMBLA levantaram fortes críticas nos Estados Unidos, especialmente entre organizações religiosas. Os líderes de praticamente todas as agrupações gays e lésbicas do país, e também políticos homossexuais como o deputado Barney Frank, pediram publicamente a expulsão de NAMBLA.
Apesar do apoio da ILGA a NAMBLA durante uma década, quatro dos seis secretários da ILGA, reunidos em Nova Iorque entre 5 e 7 de novembro de 1993, solicitaram a NAMBLA a sua renúncia como membro da associação, afirmando que, se ela não se tornasse efetiva, eles iriam pedir a sua expulsão através de uma assembléia geral. No dia 7, os mesmos secretários publicaram um comunicado de imprensa no qual declaravam que a ILGA condenava os objetivos de NAMBLA [...] estavam em contradição direta com os da ILGA. No mesmo mês, NAMBLA publicou um comunicado de imprensa no qual afirmava que qualquer tentativa de relacionar NAMBLA ou a ILGA com o abuso sexual infantil é desonesta e maliciosa e qualificava a decissão da ILGA de expulsar a NAMBLA como uma tentativa covarde e desonesta para satisfazer as demandas da Missão dos Estados Unidos junto à ONU.
Em 1994, o senador republicano Jesse Helms apresentou ao Parlamento dos Estados Unidos um projeto de lei que visava suprimir 119 milhões de dólares em ajudas às Nações Unidas durante os anos fiscais de 1994 e 1995 se esta não cortava relações com grupos que a tolerassem. No dia 26 de janeiro o Senado aprovou o projeto por unanimidade. A lei foi assinada em abril pelo presidente Bill Clinton.
Finalmente, na sua 6.ª Conferência Mundial, celebrada em Nova Iorque em 24 de junho de 1994, a ILGA aprovou por 214 votos a favor e 30 em contra a expulsão de NAMBLA, bem como dos grupos Martijn e Project Truth, acusando-os de ter como objetivo principal apoiar ou promover redução da idade sexual legal. Durante a mesma Conferência, a Associação Federal de Homossexuais (Bundesverband Homosexualität, BVH) da Alemanha renunciou à sua adesão à ILGA em protesto contra as resoluções adotadas para expulsar estas organizações.
Mesmo assim, em 16 de setembro de 1994 o CESNU suspendeu o status consultivo após uma investigação das autoridades americanas revelar que a ILGA ainda tinha uma organização deste tipo, a alemã VSG (sigla em alemão para Associação pela Igualdade Sexual), entre os seus mais de 300 grupos associados. A ILGA suspendeu a adesão da VSG em outubro de 1994, até poder efetuar a sua expulsão de acordo com a sua Constituição, o que aconteceu na seguinte Conferência Anual da ILGA, celebrada em Helsinky em junho de 1995. A Associação Federal de Homossexuais da Alemanha fez então um chamamento a todos os grupos gays para mostrarem a sua solidariedade com a VSG.